# XLVIII Esposizione internazionale d'arte di Venezia
La 48ª Esposizione internazionale d'arte di Venezia ebbe luogo dal 13 giugno al 7 novembre del 1999. Fu la prima delle due edizioni realizzate dal curatore svizzero Harald Szeemann. Gli artisti presenti furono 297 con 380 opere.

## Artisti invitati
- A Simone Aaberg Kaern, Antoni Abad, Georges Adéagbo, Ai Weiwei, Doug Aitken, Ana Laura Aláez, Ghada Amer, Dieter Appelt, Kutluğ Ataman
- B Miriam Bäckström, Zhao Bandi, Gilles Barbier, Massimo Bartolini, Bo Ying, John Bock, Monica Bonvicini, Louise Bourgeois, Roderick Buchanan, Chris Burden, Balthasar Burkhard, James Lee Byars
- C Maurizio Cattelan, Chen Zhen
- D Gino De Dominicis, Max Dean, Wim Delvoye, Mauricio Dias, Jimmie Durham
- E Olafur Eliasson, Bruna Esposito
- F Pia Fries, Katharina Fritsch
- G Franz Gertsch, Dominique Gonzalez-Foerster, Douglas Gordon
- H Tim Hawkinson, Lori Hersberger, Thomas Hirschhorn, Jenny Holzer, Teresa Hubbard and Alexander Birchler, Stephan Huber, Pierre Huyghe
- J Richard Jackson, Christian Jankowski, Anna Jermolaewa
- K Kcho, William Kentridge, Kimsooja, Martin Kippenberger, Job Koelewijn
- L Wolfgang Laib, Luisa Lambri, Bul Lee, Fang Lijun, Ma Liuming, Hao Lu, Saverio Lucariello
- M Michel Majerus, Christian Marclay, Paul McCarthy
- N Bruce Nauman, Shirin Neshat, Max Neuhaus
- O Ora Locale (Rossana Archibugi, Miriam Ascari, Albertina Lanza), Oreste
- P Christos Papoulias, Philippe Parreno, Perino & Vele, Paola Pivi, Sigmar Polke
- R Jason Rhoades, Walter Riedweg, Pipilotti Rist, Tanja Ristovski, Giovanni Rizzoli, Liisa Roberts, Torbjørn Rødland, Dieter Roth
- S Mario Schifano, Yang Shaobin, Liang Shaoji, Qiu Shihua, Ann-Sofi Sidén, Katharina Sieverding, Serge Spitzer, Sarah Sze
- T Frank Thiel, Rirkrit Tiravanija, Grazia Toderi
- V Costa Vece, Vesna Vesic
- W Du Wang, Jin Wang, Xingwei Wang, Winter/Hörbelt
- X Nanxing Xie
- Y Minjun Yue
- Z Huan Zhang, Peili Zhang, Tiehai Zhou, Hui Zhuang, Otto Zitko

## Partecipazioni nazionali
| Paese                                   | Luogo                              | Titolo                                                    | Artista/i | Curatore/i                       | Note |
| --------------------------------------- | ---------------------------------- | --------------------------------------------------------- | --- | -------------------------------- | ---- |
| Armenia                                 | Ca' Zenobio degli Armeni           | Post Factum - Earth, Space, Dream: An Interactive Project | Narek Avetissian |                                  |      |
| Argentina                               | Tese dell'Arsenale                 |                                                           | Jacques Bedel, Luis Fernando Benedit, Oscar Ruben Bony, Dino Bruzzone                                                          | Laura Buccelatto, Jorge Glusberg |      |
| Australia                               | Padiglione ai Giardini             |                                                           | Howard Arkley | Timothy Morell                   |      |
| Austria                                 | Padiglione ai Giardini             |                                                           | Ecke Bonk, Peter Friedl, Rainer Ganahl, Christine Hohenbüchler, Irene Hohenbüchler, Knowbotic Research (KR+cF), Wochenklausur  |                                  |      |
| Belgio                                  | Padiglione ai Giardini             |                                                           | Michel François, Anna Veronica Janssens                                                                                        |                                  |      |
| Brasile                                 | Padiglione ai Giardini             |                                                           | Iran do Espirito Santo, Nelson Leirner                                                                                         | Ivo Mesquita                     |      |
| Bulgaria                                | Giardini                           | Announcement                                              | Nedko Solakov | Iara Boubnova                    |      |
| Canada                                  | Padiglione ai Giardini             | The Whole Catastrophe                                     | Tom Dean | Gilles Godmer                    |      |
| Rep. Ceca                               | Padiglione ai Giardini             | Zemzoo                                                    | Veronika Bromová | Karel Srp                        |      |
| Cipro                                   | Tese dell'Arsenale                 | Iota                                                      | Glavkos Koumides |                                  |      |
| Corea del Sud                           | Padiglione ai Giardini             |                                                           | Bul Lee, Sang-Kyoon Noh |                                  |      |
| Croazia                                 | Scuola di Sant'Apollonia           |                                                           | Zlatan Vrklian |                                  |      |
| Danimarca                               | Padiglione ai Giardini             | La palla di neve                                          | Peter Bonde, Jason Rhoades |                                  |      |
| Egitto                                  | Padiglione ai Giardini             |                                                           | Gamal Abdel Nasser Abou El Yazid, Shady El Noshokaty                                                                           |                                  |      |
| Estonia                                 | Palazzo Querini Stampalia          |                                                           | Ando Keskküla, Jüri Ojaver, Peeter Pere                                                                                        |                                  |      |
| Francia                                 | Padiglione ai Giardini             |                                                           | Jean Pierre Bertrand, Huang Yong Ping                                                                                          |                                  |      |
| Georgia                                 | Tese dell'Arsenale                 |                                                           | Giorgi Alexi-Meskhishvili, Mamuka Japaridze                                                                                    | Irena Popiashvili                |      |
| Germania                                | Padiglione ai Giardini             |                                                           | Rosemarie Trockel |                                  |      |
| Giappone                                | Padiglione ai Giardini             |                                                           | Tatsuo Miyajima |                                  |      |
| Gran Bretagna                           | Padiglione ai Giardini             |                                                           | Gary Hume |                                  |      |
| Grecia                                  | Padiglione ai Giardini             |                                                           | Danaī Stratou, Evanthia Tsantila, Costas Varotsos                                                                              |                                  |      |
| Irlanda                                 | Galleria Nuova Icona               | Casi                                                      | Anne Tallentire |                                  |      |
| Islanda                                 | Padiglione Alvar Aalto ai Giardini |                                                           | Sigurdur Arni Sigurdsson |                                  |      |
| Israele                                 | Padiglione ai Giardini             |                                                           | Philip Rantzer, Simcha Shirman                                                                                                 |                                  |      |
| Italia                                  | Padiglione Italia ai Giardini      |                                                           | Monica Bonvicini, Bruna Esposito, Luisa Lambri, Paola Pivi, Grazia Toderi                                                      | Harald Szeemann                  |      |
| Jugoslavia                              | Padiglione ai Giardini             |                                                           | Milorad Damnjanović, Marijana Gvozdenović, Slobodan Kojić, Mladen Marinkov, Borislava Nedeljković Prodanović, Todor Stevanović |                                  |      |
| Lettonia                                | Chiesa di San Giovanni Nuovo       |                                                           | Ojārs Pēterson, Inta Ruka, Anita Zabilevska                                                                                    |                                  |      |
| Lituania                                | Tese dell'Arsenale                 |                                                           | Mindaugas Navakas, Eglė Rakauskaitė                                                                                            |                                  |      |
| Lussemburgo                             | Ca' del Duca                       | Chewing-gum del Duca                                      | Simone Decker |                                  |      |
| Malta                                   | Tese dell'Arsenale                 |                                                           | Norbert Francis Attard, Vince Briffa, Raymond Pitré                                                                            |                                  |      |
| Paesi Bassi                             | Padiglione ai Giardini             |                                                           | Daan van Golden |                                  |      |
| Paesi Nordici Finlandia Norvegia Svezia | Padiglione ai Giardini             |                                                           | Eija-Liisa Ahtila, Knut Åsdam, Annika von Hausswolff                                                                           |                                  |      |
| Polonia                                 | Padiglione ai Giardini             | Bagno per uomini                                          | Katarzyna Kozyra | Hanna Wróblewska                 |      |
| Portogallo                              | Palazzo Vendramin ai Carmini       | Nox                                                       | Jorge Molder |                                  |      |
| Romania                                 | Padiglione ai Giardini             |                                                           | Dan Mihălțianu, Nicolae Onucsán, Dan Perjovschi, SubREAL                                                                       |                                  |      |
| Russia                                  | Padiglione ai Giardini             |                                                           | Sergeij Bugaev, Vitalij Komar, Aleksandr Melamid                                                                               | Olesja Turkina, Joseph Backstein |      |
| Slovacchia                              | Padiglione ai Giardini             | Tattoo Proposal(s)                                        | Slovak Art For Free |                                  |      |
| Slovenia                                | Galleria A+A                       |                                                           | Nataša Prosenc, Andrej Zdravić                                                                                                 |                                  |      |
| Spagna                                  | Padiglione ai Giardini             |                                                           | Esther Ferrer, Carles Santos Ventura, Manolo Valdés                                                                            |                                  |      |
| Stati Uniti                             | Padiglione ai Giardini             | Myein                                                     | Ann Hamilton |                                  |      |
| Svizzera                                | Padiglione ai Giardini             |                                                           | Roman Signer |                                  |      |
| Taiwan                                  | Palazzo delle Prigioni             |                                                           | Hwang Buh-Ching, Chen Chieh-Jen, Hung Tung-Lu                                                                                  | Jui-Jen Shih                     |      |
| Ungheria                                | Padiglione ai Giardini             |                                                           | Emese Benczúr, Imre Bukta, Attila Csörgö, Gábor Erdélyi, Mariann Irme                                                          |                                  |      |
| Uruguay                                 | Padiglione ai Giardini             |                                                           | Ricardo Pascale |                                  |      |
| Venezuela                               | Padiglione ai Giardini             | Impressionante dimensione nello spazio "Aleph… Zeyin"     | Vuctor Lucena | Maria Elena Ramos                |      |

### Istituto Italo-Latino Americano
Il Padiglione dell'Istituto Italo-Latino Americano (IILA) si è tenuto presso le Tese dell'Arsenale con la partecipazione di 14 artisti provenienti da 14 paesi dell'America Latina.
| Paese           | Luogo              | Titolo                             | Artista/i       | Commissari                                                     | Note |
| --------------- | ------------------ | ---------------------------------- | --------------- | -------------------------------------------------------------- | ---- |
| Bolivia         | Tese dell'Arsenale |                                    | Fernando Montes | Bernardino Osio, Louis-Philippe Dalembert, Alessandra Bonanni. |      |
| Colombia        | Tese dell'Arsenale | Fernando Arias Gaviria             |                 | Bernardino Osio, Louis-Philippe Dalembert, Alessandra Bonanni. |      |
| Costa Rica      | Tese dell'Arsenale | Jiménez Deredia                    |                 | Bernardino Osio, Louis-Philippe Dalembert, Alessandra Bonanni. |      |
| Cuba            | Tese dell'Arsenale | René Francisco Rodríguez Fernández |                 | Bernardino Osio, Louis-Philippe Dalembert, Alessandra Bonanni. |      |
| Rep. Dominicana | Tese dell'Arsenale | Elsa Núñez                         |                 | Bernardino Osio, Louis-Philippe Dalembert, Alessandra Bonanni. |      |
| Ecuador         | Tese dell'Arsenale | Mariana Fernández de Córdova       |                 | Bernardino Osio, Louis-Philippe Dalembert, Alessandra Bonanni. |      |
| Guatemala       | Tese dell'Arsenale | Andrés Bonifasi                    |                 | Bernardino Osio, Louis-Philippe Dalembert, Alessandra Bonanni. |      |
| Haiti           | Tese dell'Arsenale | Philippe Dodard                    |                 | Bernardino Osio, Louis-Philippe Dalembert, Alessandra Bonanni. |      |
| Honduras        | Tese dell'Arsenale | Santos Arzú Quioto                 |                 | Bernardino Osio, Louis-Philippe Dalembert, Alessandra Bonanni. |      |
| Messico         | Tese dell'Arsenale | Paula Santiago                     |                 | Bernardino Osio, Louis-Philippe Dalembert, Alessandra Bonanni. |      |
| Nicaragua       | Tese dell'Arsenale | Cecilia Argüello                   |                 | Bernardino Osio, Louis-Philippe Dalembert, Alessandra Bonanni. |      |
| Panama          | Tese dell'Arsenale | David Vega                         |                 | Bernardino Osio, Louis-Philippe Dalembert, Alessandra Bonanni. |      |
| Paraguay        | Tese dell'Arsenale | Gustavo Beckelmann                 |                 | Bernardino Osio, Louis-Philippe Dalembert, Alessandra Bonanni. |      |
| Perù            | Tese dell'Arsenale | Benito Rosas                       |                 | Bernardino Osio, Louis-Philippe Dalembert, Alessandra Bonanni. |      |

## Giuria internazionale
- Zdenka Badovinac (Slovenia)
- Okwui Enwezor (Nigeria)
- Ida Gianelli (Italia)
- Yūko Hasegawa (Giappone)
- Rosa Martinez (Spagna)

## Premi
Il 12 giugno 1999 sono stati consegnati i Premi della 48ª Esposizione internazionale d'arte:
- Premio internazionale La Biennale di Venezia
  - Shirin Neshat (Israele)
  - Doug Aitken (Stati Uniti)
  - Guo-Qiang Cai (Cina)
- Leone d'oro per la migliore partecipazione nazionale all'Italia (Monica Bonvicini, Bruna Esposito, Luisa Lambri, Paola Pivi, Grazia Toderi) «poiché mostra una nuova attitudine, reinventando il territorio tradizionale dei padiglioni. Esprime lo spirito di generosità e di apertura che è la vera proposta di questa Biennale. L’energia che traspare dai lavori è critica e nuova»
- Menzione d'onore
  - Eija-Liisa Ahtila (Finlandia)
  - Georges Adéagbo (Sudafrica)
  - Katarzyna Kozyra (Polonia)
  - Bul Lee (Corea del Sud)
- Leone d'oro ad un maestro d'arte contemporanea
  - Bruce Nauman
  - Louise Bourgeois
- Premio non ufficiale Unesco per la promozione delle arti a Ghada Amer (Egitto)